# Överväxel

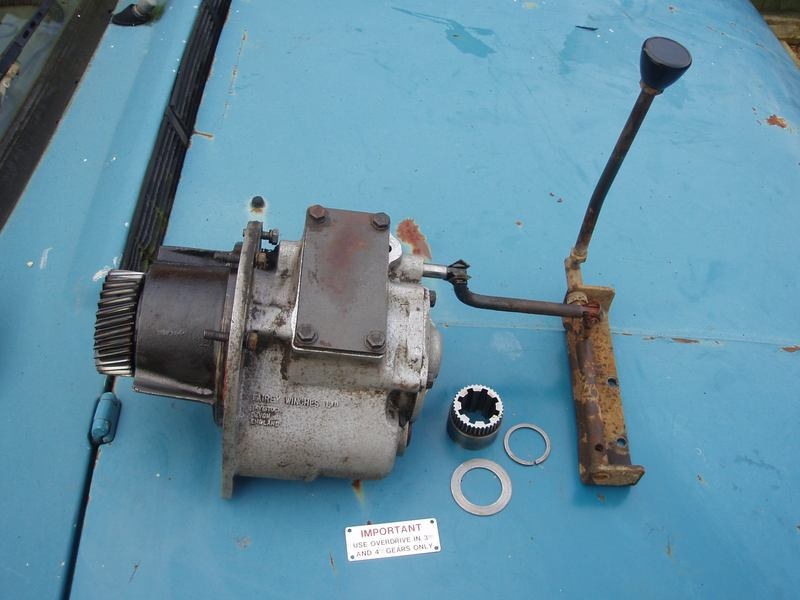
Denna överväxel, som suttit i en Range Rover, är separerad från den ordinarie växellådan.

Överväxel på motorfordon är en extra hög växel som används för att spara bränsle. Överväxeln är oftast så hög att den inte lämpar sig för accelerationer eller backar, utan uteslutande är avsedd för körning i hög och jämn hastighet på plan väg.
Överväxeln kan vara ett vanligt växelläge bland de andra i växellådan men det är också vanligt att överväxeln är placerad som en egen enhet i drivlinan. På till exempel flera volvomodeller är överväxeln en liten planetväxel som placeras bakom den ordinarie växellådan. Överväxeln ändrar (höjer) i detta fall samtliga växlar, men ofta är överväxeln spärrad så att den bara kan användas tillsammans med den högsta växeln. Överväxeln är i detta fall inte ett ordinarie växelläge som manövreras med spaken, utan den styrs med hjälp av en knapp på växelspaken som lägger i och ur växeln elektriskt med hjälp av ett servo.
Till exempel Volvo kallade funktionen Overdrive i fordonen och i marknadsföringen.